# Chesias ornata
Chesias ornata là một loài bướm đêm trong họ Geometridae.